# Leontin Sălăjan
Leontin Sălăjan (n.  Leon Silaghi (Szilágyi) , 19 iunie 1913, Santău, comitatul Sătmar – d. 28 august 1966, București) a fost un politician comunist și general de armată român de origine maghiară. El a îndeplinit funcția de șef al Marelui Stat Major al Armatei Române (1950-1954) și apoi pe cea de ministru al forțelor armate (1955-1966). Leontin Sălăjan a fost membru al Partidului Comunist Român din anul 1939.

## Biografie
Leontin Sălăjan s-a născut la data de 19 iunie 1913, în localitatea Santău (Tasnádszántó, comitatul Sătmar), cu numele de Leon Silaghi (Szilágyi).
Deși s-a spus că Sălăjan era de etnie maghiară, liderul comunist Gheorghe Gaston Marin susține că acesta era român. „Secretar era Leontin Sălăjan Silaghi, foarte bun băiat. (...) În Ardeal foarte puțini români erau atunci comuniști... La Oradea erau mai ales maghiari. Români nu prea erau. Puțini erau. Însă secretarul comitetului era român. Silaghi, numit ulterior Sălăjan, era român.” După ultimele analize făcute de către CNSAS, Leontin Sălăjan era de origine maghiară.
La 13 martie 1934 a avut primul contact cu armata, în cadrul stagiului militar la Regimentul 3 Transmisiuni (arma geniu). După stagiul militar, a lucrat ca muncitor lăcătuș la depoul CFR din Oradea. În 1939 a devenit membru al Partidului Comunist din România.
În 1944 a devenit secretar al Comitetului Județean de partid Bihor. După răsturnarea guvernului antonescian, apare în presă la 4 septembrie 1944 un Manifest al Comitetului Regional din Banat al Partidului Comunist, semnat de Leontin Silaghi (Sălăjan).
În 1948 este ales în Comitetul Central al PCR. În decembrie 1955, Sălăjan a fost ales membru supleant al Biroului Politic și reales în această funcție în iunie 1960. La cel de-al IX-lea congres al PCR, din iulie 1965, Sălăjan a fost ales membru al Comitetului Politic Executiv, dar nu și între cei șapte membri ai Prezidiului Permanent al CPEx. Leontin Sălăjan a fost deputat de Bihor în Marea Adunare Națională în sesiunile din perioada (1948-1966).

## Comandant al Armatei Române
A deținut funcția de adjunct al ministrului Sănătății și Prevederilor Sociale (1948), președinte al Comitetului pentru Verificarea Armatei, iar în perioada 24 septembrie 1949 - 17 martie 1950 a îndeplinit demnitatea de ministru al Construcțiilor în Guvernul Petru Groza (4). A fost avansat la gradul de general-maior (cu o stea).
La data de 18 martie 1950 generalul-maior Leontin Sălăjan a fost numit în funcția de Șef al Marelui Stat Major al Armatei Române și adjunct al ministrului apărării. În octombrie 1951 a fost înaintat la gradul de general-locotenent (cu două stele), devenind prim-adjunct al ministrului apărării. În acei ani și-a completat pregătirea militară, absolvind la Academia Militară un curs superior special (1953). A fost eliberat din funcție la 26 aprilie 1954.
Revine în armată la data de 3 octombrie 1955 în funcția de ministru al forțelor armate, deținând această demnitate pâna în 1966, când a murit. În august 1959, a fost înaintat la gradul de general de armată.
În timpul revoluției ungare din 1956, Sălăjan a făcut parte (împreună cu Emil Bodnăraș, Alexandru Drăghici și Nicolae Ceaușescu) din Comandamentul Național organizat pentru a împiedica orice revoltă internă posibilă în Republica Populară Romînă.
A fost decorat cu mai multe ordine ale României socialiste: medalia A 40-a aniversare de la înființarea Partidului Comunist din România (1961) etc.

## Decesul
Circumstanțele morții generalului Leontin Sălăjan sunt considerate de mai mulți istorici ca fiind neclare. Decesul său a survenit într-un moment destul de tensionat al relațiilor militare româno-ruse și la un an de la moartea lui Gheorghe Gheorghiu-Dej.
Leontin Sălăjan participase în primăvara anului 1966 la mai multe întâlniri la vârf pe tema contribuției militare a României la Comandamentul Pactului de la Varșovia, desfășurate la Moscova și la București. Potrivit istoricului militar Alexandru Osca, la întâlniri au avut loc discuții controversate în legătură cu înființarea unui consiliu militar care să funcționeze pe lângă comandantul-șef sau pe lângă Comitetul Politic Consultativ.
Delegația română și-a exprimat numeroase rezerve și a făcut contrapropuneri la proiectul de statut, dorind ca România să aibă independență sporită față de Moscova, după ce avusese loc plecarea din România a armatei și consilierilor sovietici. Generalul Sălăjan a spus între altele: „Comandamentul Forțelor Armate Unite trebuie să fie un organ de coordonare și nu de comandă, iar relațiile dintre armatele statelor participante la Tratatul de la Varșovia nu poate fi aplicat principiul comenzii unice.”.
„După retragerea trupelor sovietice din România și, mai ales, după declarația plenarei lărgite a CC al PMR din aprilie 1964, comuniștii români (...) au contat să obțină în cadrul lagărului sovietic o autonomie sporită, fapt care n-a fost aproape niciodată bine văzut de hegemonul sovietic, indiferent de ce lider s-a aflat la Kremlin”, declară col. prof. univ. dr. Constantin Hlihor.
Pentru a soluționa divergențele, comandantul-șef al Comandamentului armatelor din Tratatul de la Varșovia, mareșalul sovietic Andrei A. Greciko, a stabilit în zilele de 27-28 mai 1966 o întâlnire separată cu responsabilii români – ministrul Sălăjan și generalul-locotenent Gheorghe Ion, șeful Marelui Stat Major al armatei române. Convorbirile comandanților militari sovietici și români au avut loc după o întrevedere Brejnev-Ceaușescu și înaintea consfătuirii miniștrilor apărării din țările membre în organizația pactului de la Varșovia.
La scurt timp după vizita la Moscova, la 28 august 1966, ministrul Sălăjan a încetat din viață în Spitalul Elias, unde fusese internat pentru o operație banală de ulcer sângerând. Cauza decesului a fost o peritonită biliară.
„Cu un an înainte, ministrul Sălăjan avusese o hemoragie digestivă în Iugoslavia (...). În august 1966, hemoragia s-a repetat. A fost internat la Elias. L-a operat profesorul Ion Făgărășanu. Și, când l-a operat, i-a găsit un ulcer sângerând. Probabil că a suturat un țesut inflamator care s-a deschis și bolnavul a făcut peritonită. Și, pe urmă, a fost o evoluție de peritonită cu insuficiență organică multiplă care s-a terminat catastrofal (...) nu știu nimic despre o posibilă ciroză. I-am văzut ficatul, nu era boselat. O fi fost o preciroză”, a declarat fostul medic anestezist șef de la Spitalul Elias, prof. dr. Gheorghe Litarczek.

## Aprecieri postume
I s-au organizat funeralii naționale la 30 august 1966. Catafalcul a fost depus, după tipic, în holul de la Sala Palatului. Zilele de 29 și 30 august au fost declarate zile de doliu național. O comisie condusă de secretarul PCR Alexandru Drăghici (fost ministru de interne) a organizat funeraliile.
În semn de prețuire a memoriei lui Leontin Sălăjan, prim-ministrul Ion Gheorghe Maurer și-a amânat cu 48 ore vizita sa în Grecia. Au participat la funeralii ministrul apărării din URSS, mareșalul Rodion Malinovski, precum și miniștrii apărării din celelalte state membre ale Organizației Tratatului de la Varșovia. Au rostit cuvântări Constantin Drăgan, președintele Uniunii Sindicatelor, generalul Ion Ioniță, noul ministru al apărării și secretarul de partid Alexandru Drăghici.
Rămășițele sale pământești au fost înmormântate într-o criptă aflată în semicercul din jurul Monumentului eroilor luptei pentru libertatea poporului și a patriei, pentru socialism, alături de cele ale altor militanți pentru cauza muncitorilor și pentru socialism. În 1991, mausoleul a fost dezafectat iar osemintele reprezentaților comuniști au fost mutate în alte cimitire.
Numele Leontin Sălăjan a fost acordat unui bulevard din nou-construitele cartiere muncitorești din București (astăzi Bulevardul Nicolae Grigorescu), precum și Pieței Titan. După Revoluția din decembrie 1989, bulevardul și piața au fost redenumite. De asemenea, obiective industriale și militare au primit numele generalului (Școala Superioară de ofițeri de Artilerie Antiaeriană și Radiolocație „Leontin Sălăjan” din Brașov etc.).

## Distincții
- Medalia „A cincea aniversare a Republicii Populare Române” (24 decembrie 1952) „pentru lupta și munca duse în vederea făuririi, consolidării și prosperării Republicii Populare Române”[11]
- Ordinul „Steaua Republicii Populare Romîne” clasa I (30 decembrie 1957) „cu ocazia celei de a zecea aniversări a proclamării Republicii Populare Romîne și pentru merite deosebite în îndeplinirea sarcinilor date de Partidul Muncitoresc Romîn, pentru merite deosebite pe tărîmul construcției de stat, economice, sociale, culturale și obștești”[12]
- Ordinul „23 August” clasa I (12 august 1959) „pentru îndelungată activitate în mișcarea muncitorească, pentru contribuția activă la răsturnarea dictaturii militaro-fasciste și instaurarea regimului democrat-popular, pentru merite deosebite în opera de construire a socialismului”[13]
- Medalia „40 de ani de la înființarea Partidului Comunist din Romînia” (6 mai 1961) „pentru activitate îndelungată în mișcarea muncitorească și merite în opera de construire a socialismului”[14]
- titlul de Erou al Muncii Socialiste din Republica Populară Romînă și medalia de aur „Secera și Ciocanul” (18 august 1964) „pentru activitate îndelungată în mișcarea muncitorească și merite deosebite în făurirea statului democrat-popular și construirea socialismului”[15]
- Medalia „A XX-a Aniversare a Eliberării Patriei” (18 august 1964) „pentru merite deosebite în opera de construire a socialismului, cu prilejul celei de a XX-a aniversări a eliberării patriei”[16]
- Medalia jubiliară „A XX-a Aniversare a Zilei Forțelor Armate ale Republicii Populare Romîne” (21 octombrie 1964) „pentru merite deosebite în făurirea și întărirea Forțelor Armate ale Republicii Populare Romîne, cu prilejul celei de a XX-a aniversări a Zilei Forțelor Armate”[17]
- Ordinul „Tudor Vladimirescu” clasa I (30 aprilie 1966) „cu prilejul celei de-a 45-a aniversări de la înființarea Partidului Comunist din România, pentru îndelungată activitate în mișcarea muncitorească și merite deosebite în opera de construire a socialismului”[18]

## Citate
„Militarii trebuie să înțeleagă că au datoria sfântă să apere cuceririle revoluționare ale poporului.”—Leontin Sălăjan